# Acid gamma-hydroxybutyric
Acid gamma-hydroxybutyric (GHB), còn được gọi là acid 4-hydroxybutanoic, là một chất dẫn truyền thần kinh tự nhiên và một loại thuốc thần kinh. Nó là tiền chất của GABA, glutamat và glycin ở một số vùng não nhất định. Nó hoạt động trên thụ thể GHB và là chất chủ vận yếu ở thụ thể GABAB.
GHB đã được sử dụng trong môi trường y tế như một loại thuốc gây mê toàn thân và điều trị chứng ngủ rũ và nghiện rượu. Nó cũng được sử dụng bất hợp pháp như một chất gây say, như một chất tăng cường hiệu suất thể thao, như một loại thuốc hiếp dâm, và như một loại thuốc giải trí. Nó thường được sử dụng dưới dạng muối, chẳng hạn như natri-hydroxybutyrat (Na.GHB, natri oxybat, hoặc Xyrem) hoặc kali-hydroxybutyrat (K.GHB, kali oxybat).
GHB cũng được sản xuất như là kết quả của quá trình lên men, và được tìm thấy với số lượng nhỏ trong một số loại bia và rượu vang, thịt bò và trái cây có múi nhỏ.
Thiếu hụt semcindehyd dehydrogenase succinic là một căn bệnh khiến GHB tích tụ trong máu.

## Sử dụng y tế
Việc sử dụng y tế phổ biến duy nhất cho GHB ngày nay là trong điều trị chứng ngủ rũ  và hiếm khi nghiện rượu  nhưng việc sử dụng nó cho chứng nghiện rượu không được hỗ trợ bởi bằng chứng từ các thử nghiệm ngẫu nhiên có kiểm soát. Nó đôi khi được sử dụng ngoài nhãn để điều trị đau cơ xơ hóa.
GHB là thành phần hoạt chất trong thuốc kê đơn natri oxybate (Xyrem). Natri oxybat được Cơ quan Quản lý Thực phẩm và Dược phẩm Hoa Kỳ (FDA) phê chuẩn để điều trị chứng cataplexy liên quan đến chứng ngủ rũ  và buồn ngủ ban ngày quá mức (EDS) liên quan đến chứng ngủ rũ.
GHB đã được chứng minh là làm tăng đáng kể giấc ngủ sóng chậm  và giảm xu hướng giấc ngủ REM trong các thử nghiệm độ trễ giấc ngủ được sửa đổi 

## Sử dụng giải trí

Bột γ-Hydroxybutyrat

Các chuyên gia nghiện về tâm thần học, hóa học, dược lý, khoa học pháp y, dịch tễ học, và cảnh sát và các dịch vụ pháp lý tham gia phân tích delphic liên quan đến 20 loại thuốc giải trí phổ biến. GHB được xếp hạng thứ 15 về sự phụ thuộc, thứ 19 về tổn hại về thể chất và thứ 14 về tổn hại xã hội.

GHB là một chất ức chế hệ thần kinh trung ương được sử dụng như một chất gây say. Nó có nhiều tên đường. Ảnh hưởng của nó đã được mô tả như một giai thoại như thể so sánh được với ethanol (rượu) và MDMA sử dụng, chẳng hạn như hưng phấn, động ức chế, tăng cường trạng thái ham muốn tình dục và empathogenic. Ở liều cao hơn, GHB có thể gây buồn nôn, chóng mặt, buồn ngủ, kích động, rối loạn thị giác, thở trầm cảm, mất trí nhớ, bất tỉnh và tử vong. Một nguyên nhân tiềm ẩn gây tử vong do tiêu thụ GHB là độc tính polydrug. Phối hợp với các thuốc ức chế thần kinh trung ương khác như rượu hoặc các loại thuốc benzodiazepin có thể dẫn đến tác dụng phụ (tăng sinh), vì tất cả chúng đều liên kết với các vị trí thụ thể của acid gamma-aminobutyric (hoặc "GABA"). Tác dụng của GHB có thể kéo dài từ 1,5 đến 4   giờ, hoặc lâu hơn nếu liều lớn đã được tiêu thụ. Tiêu thụ GHB với rượu có thể gây ngừng hô hấp và nôn kết hợp với giấc ngủ không thể ngủ được, điều này có thể góp phần vào kết quả gây tử vong.
Liều giải trí 1-2 g thường mang lại cảm giác hưng phấn, và liều lượng lớn hơn tạo ra những ảnh hưởng xấu như giảm chức năng vận động và buồn ngủ. Muối natri của GHB có vị mặn. Các dạng muối khác như GHB calci và GHB magnesi cũng đã được báo cáo, nhưng muối natri là loại phổ biến nhất.
Một số tiền chất chuyển đổi thành GHB trong dạ dày và dòng máu, chẳng hạn như γ-butyrolacton (GBL). Các sản phẩm khác, chẳng hạn như 1,4-butandiol (1,4-B), cũng có mối quan tâm độc tính riêng. GBL và 1,4-B thường được tìm thấy dưới dạng chất lỏng nguyên chất, nhưng chúng có thể được trộn lẫn với các dung môi có hại khác khi sử dụng trong công nghiệp, ví dụ như chất tẩy sơn hoặc vecni mỏng hơn.
GHB có thể được sản xuất với ít kiến thức về hóa học, vì nó liên quan đến việc trộn hai tiền chất của nó, GBL và một hydroxide kiềm như natri hydroxide, để tạo thành muối GHB. Do dễ sản xuất và có sẵn các tiền chất của nó, nó thường không được sản xuất trong các phòng thí nghiệm bất hợp pháp như các loại ma túy tổng hợp khác, nhưng trong nhà riêng của các nhà sản xuất cấp thấp. Trong khi có sẵn như là một toa thuốc cho các hình thức hiếm và nghiêm trọng của rối loạn giấc ngủ chứng ngủ rũ ở hầu hết châu Âu, GHB đã bị cấm ở Mỹ bởi FDA vào năm 1990. Tuy nhiên, vào ngày 17   Tháng 7 năm 2002, GHB đã được phê duyệt để điều trị bệnh cataplexy, thường liên quan đến chứng ngủ rũ. GHB là "không màu và không mùi".

### Sự kiểm soát
GHB đã được sử dụng như một loại thuốc bay lắc, dường như bắt đầu từ những năm 1990, vì liều nhỏ GHB có thể hoạt động như một chất gây hưng phấn và được cho là thuốc kích thích tình dục. Các thuật ngữ tiếng lóng của GHB là thuốc lắc lỏng, kẹo mút, chất lỏng X hoặc chất lỏng E do xu hướng tạo ra hưng phấn và hòa đồng và sử dụng nó trong cảnh tiệc khiêu vũ.
Đến năm 2009, việc sử dụng này đã giảm dần, có thể là do những nỗ lực kiểm soát phân phối GHB và các chất tương tự của nó, hoặc do phạm vi hẹp của liều lượng và tác dụng phụ của nhầm lẫn, chóng mặt, mờ mắt, nóng bừng, đổ mồ hôi, nôn và mất của ý thức khi quá liều. Xu hướng giảm vẫn còn rõ ràng vào năm 2012. :30–32

### Thể thao và điền kinh
Một số vận động viên đã sử dụng GHB hoặc chất tương tự vì chúng được bán trên thị trường như là chất đồng hóa, mặc dù không có bằng chứng cho thấy nó xây dựng cơ bắp hoặc cải thiện hiệu suất ở các vận động viên.

## Dùng làm thuốc hiếp dâm
Bản dịch: SỰ NGUY HIỂM

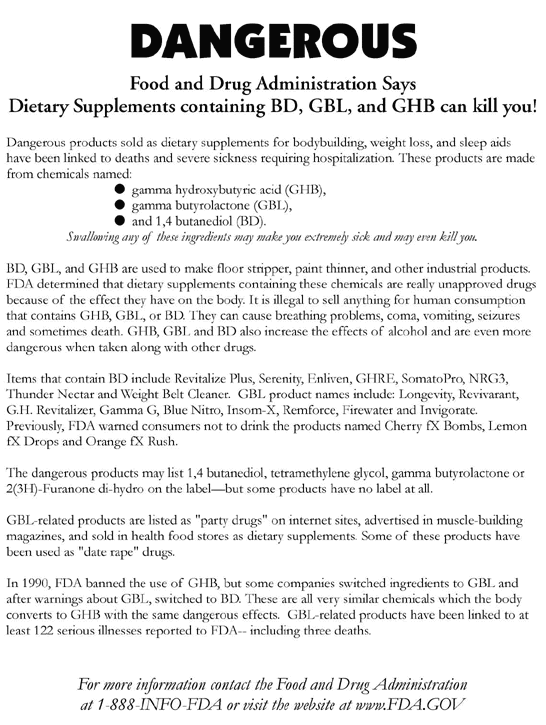
Cảnh báo của FDA đối với các sản phẩm có chứa GHB và các sản phẩm của nó.

Cơ quan Quản lý Thực phẩm và Dược phẩm cho biết Thực phẩm chức năng có chứa BD, GBL và GHB có thể giết chết bạn!
Các sản phẩm nguy hiểm được bán dưới dạng thực phẩm chức năng để tập thể hình, giảm cân và hỗ trợ giấc ngủ có liên quan đến tử vong và bệnh nặng phải nhập viện. Các sản phẩm này được làm từ các hóa chất có tên:
•acid gamma-hydroxybutyric (GHB),
•gamma butyrolacton (GBL),
•và butan-1,4-diol (BD).
Nuốt bất kỳ thành phần nào trong số những thành phần này có thể khiến bạn bị bệnh nặng và thậm chí có thể giết chết bạn
BD, GBL và GHB được sử dụng để sản xuất đồ tẩy sàn, chất pha loãng sơn và các sản phẩm công nghiệp khác. FDA xác định rằng các chất bổ sung chế độ ăn uống có chứa các hóa chất này thực sự là loại thuốc không được phê duyệt vì ảnh hưởng của chúng đối với cơ thể. Việc bán bất cứ thứ gì cho người dùng có chứa GHB, GBI hoặc BD là bất hợp pháp. Chúng có thể gây khó thở, hôn mê, nôn mửa, co giật và đôi khi tử vong, GHB, GBI và BD cũng làm tăng tác dụng của rượu và càng nguy hiểm hơn khi dùng chung với các loại thuốc khác.
Các mục có chứa BD bao gồm Revitalize Plus, Serenity, Enliven, GHRE, SomatoPro, NRG3, Thunder Nectar và Weight Belt Cleaner. GBL. tên sản phẩm bao gồm Long Life, Revivarant, G.H. Revitalizer, Gamma G, Blue Nitro, Insom-X, Remforce, Firewater và Invigorate. Trước đó, FDA đã cảnh báo người tiêu dùng không nên uống các sản phẩm có tên Cherry EX Bombs, Lemon EX Drops và Orange EX Rush.
Các sản phẩm nguy hiểm có thể liệt kê 1,4-butanediol, tetramethylen glycol, gamma-butyrolacton hoặc
2 (31) -Furanone di-hydro trên nhãn-nhưng một số sản phẩm không có nhãn nào cả.
Các sản phẩm liên quan đến GBL được liệt kê là "thuốc tiệc tùng" trên các trang web internet, được quảng cáo trên các tạp chí xây dựng cơ bắp và được bán trong các cửa hàng thực phẩm chức năng dưới dạng thực phẩm chức năng. Một số sản phẩm này đã được sử dụng như thuốc "hãm hiếp ngày".
Năm 1990, FDA đã cấm sử dụng GHB, nhưng một số công ty đã chuyển thành phần sang GBI. và sau khi cảnh báo về GBL, chuyển sang BD. Đây là tất cả các hóa chất rất giống nhau mà cơ thể chuyển đổi thành GHB với các tác động nguy hiểm như nhau. Các sản phẩm liên quan đến GBL có liên quan đến ít nhất 122 bệnh nghiêm trọng được báo cáo cho FDA - trong đó có ba trường hợp tử vong.
Để biết thêm thông tin, hãy liên hệ với Cục Quản lý Thực phẩm và Dược phẩm theo số 1-888-INFO-FDA hoặc truy cập trang web tại www.fda.gov
GHB được công chúng biết đến như một loại thuốc hiếp dâm - hẹn hò vào cuối những năm 1990. GHB không màu và không mùi và được mô tả là "rất dễ thêm vào đồ uống". Khi được dùng trong đồ uống, nạn nhân sẽ nhanh chóng cảm thấy lảo đảo và buồn ngủ, và khi phục hồi có thể bị suy giảm khả năng nhớ lại những ký ức về các sự kiện xảy ra trong thời gian bị nhiễm độc. Do đó, bằng chứng và việc xác định thủ phạm của vụ hiếp dâm thường rất khó khăn.
Cũng khó xác định mức độ thường xuyên sử dụng GHB để tạo điều kiện cho hiếp dâm vì khó phát hiện trong mẫu nước tiểu sau một ngày và nhiều nạn nhân chỉ có thể nhớ lại vụ hiếp dâm một thời gian sau khi xảy ra.
Tuy nhiên, một nghiên cứu năm 2006 cho thấy rằng "không có bằng chứng nào cho thấy việc sử dụng ma túy hiếp dâm trên diện rộng" ở Anh và có ít hơn 2% trường hợp liên quan đến GHB, trong khi 17% liên quan đến cocaine, và một cuộc khảo sát tại Hà Lan xuất bản năm 2010 cho thấy tỷ lệ hiếp dâm liên quan đến ma túy nơi GHB được sử dụng dường như được giới truyền thông đánh giá quá cao.
Đã có một số trường hợp cao cấp của GHB là một loại thuốc hiếp dâm nhận được sự chú ý của quốc gia tại Hoa Kỳ. Đầu năm 1999, một cô gái 15 tuổi, Samantha Reid ở Rockwood, Michigan, đã chết vì ngộ độc GHB. Cái chết của Reid đã truyền cảm hứng cho đạo luật có tiêu đề "Đạo luật cấm ma túy hiếp dâm của Hillory J. Farias và Samantha Reid năm 2000". Đây là luật khiến GHB trở thành chất được kiểm soát theo Bảng 1.
GHB có thể được phát hiện trong tóc. Xét nghiệm tóc có thể là một công cụ hữu ích trong các vụ kiện tại tòa án hoặc cho thông tin riêng của nạn nhân. Bộ dụng cụ xét nghiệm nước tiểu không kê đơn chỉ kiểm tra các loại thuốc hiếp dâm là các loại thuốc benzodiazepin và GHB không phải là một loại thuốc benzodiazepin. Để phát hiện GHB trong nước tiểu, mẫu phải được lấy trong vòng bốn giờ sau khi uống GHB và không thể thử nghiệm tại nhà.

## Tác dụng phụ

### Kết hợp với rượu
Ở người, GHB đã được chứng minh là làm giảm tỷ lệ loại bỏ rượu. Điều này có thể giải thích việc ngừng hô hấp đã được báo cáo sau khi uống cả hai loại thuốc. Một đánh giá chi tiết về 194 trường hợp tử vong do hoặc liên quan đến GHB trong khoảng thời gian mười năm cho thấy hầu hết là do suy hô hấp do tương tác với rượu hoặc các loại thuốc khác.

### Tử thần
Một ấn phẩm đã điều tra 226 trường hợp tử vong do GHB. Trong số 226 trường hợp tử vong, 213 người bị ngừng tim và 13 người bị tai nạn chết người. Bảy mươi mốt cái chết (34%) không có chất đồng nhiễm. GHB máu sau khi chết là 18-4400   mg / L (trung vị = 347) trong trường hợp tử vong âm tính với đồng nhiễm độc.
Một báo cáo đã gợi ý rằng quá liều natri oxybat có thể gây tử vong, dựa trên cái chết của ba bệnh nhân đã được kê đơn thuốc. Tuy nhiên, đối với hai trong ba trường hợp, nồng độ GHB sau khi chết là 141 và 110   mg / L, nằm trong phạm vi nồng độ dự kiến của GHB sau khi chết, và trường hợp thứ ba là một bệnh nhân có tiền sử dùng thuốc quá liều có chủ ý. Độc tính của GHB là một vấn đề trong các thử nghiệm hình sự, như trong cái chết của Felicia Tang, nơi mà người bào chữa cho rằng cái chết là do GHB, không phải là giết người.
GHB được sản xuất trong cơ thể với số lượng rất nhỏ và nồng độ trong máu có thể tăng lên sau khi chết đến mức trong phạm vi 30   mg / L. Mức cao hơn mức này được tìm thấy trong các trường hợp tử vong do GHB. Mức thấp hơn mức này có thể là do GHB hoặc do độ cao nội sinh sau khi chết.
Một ủy ban quốc hội của Vương quốc Anh báo cáo cho thấy việc sử dụng GHB ít nguy hiểm hơn thuốc lá và rượu trong các tác hại xã hội, tổn hại về thể chất và nghiện ngập.

### Độc tính thần kinh
Trong nhiều nghiên cứu, GHB đã được tìm thấy làm suy giảm trí nhớ không gian, trí nhớ làm việc, học tập và trí nhớ ở chuột với chính quyền mãn tính. Những tác động này có liên quan đến giảm biểu hiện thụ thể NMDA ở vỏ não và có thể các khu vực khác. Ngoài ra, độc tính thần kinh dường như được gây ra bởi stress oxy hóa.

### Nghiện
Mặc dù đã được báo cáo tử vong do GHB, các báo cáo không có kết luận và cần nghiên cứu thêm. Một vấn đề phổ biến là GHB không để lại dấu vết trong cơ thể sau một thời gian ngắn, làm phức tạp chẩn đoán và nghiên cứu. Nghiện xảy ra khi sử dụng ma túy nhiều lần phá vỡ sự cân bằng bình thường của các mạch não kiểm soát phần thưởng, trí nhớ và nhận thức, cuối cùng dẫn đến việc sử dụng ma túy bắt buộc.
Những con chuột bị buộc phải tiêu thụ một lượng lớn GHB sẽ không ngừng thích dung dịch GHB với nước, nhưng sau các thí nghiệm trên chuột, người ta đã lưu ý rằng "không có con chuột nào có dấu hiệu rút tiền khi GHB cuối cùng đã được loại bỏ vào cuối giai đoạn 20 tuần" hoặc trong thời gian kiêng khem tự nguyện.

### Cai thuốc
GHB cũng có liên quan đến hội chứng cai trị chứng mất ngủ, lo lắng và run rẩy thường hết trong vòng ba đến hai mươi mốt ngày. Hội chứng cai nghiện có thể nghiêm trọng gây ra mê sảng cấp tính và có thể phải nhập viện trong một đơn vị chăm sóc tích cực để quản lý. Quản lý sự phụ thuộc của GHB liên quan đến việc xem xét tuổi của người bệnh, độ hấp thụ và con đường dược lý của GHB. Phương pháp điều trị chính cho việc cai nghiện nghiêm trọng là chăm sóc hỗ trợ và các thuốc nhóm benzodiazepin để kiểm soát mê sảng cấp tính, nhưng thường phải dùng liều lớn hơn so với mê sảng cấp tính do các nguyên nhân khác (ví dụ> 100 mg / ngày của diazepam). Baclofen đã được đề xuất như là một thay thế hoặc bổ sung cho các loại thuốc benzodiazepin dựa trên bằng chứng giai thoại và một số dữ liệu động vật. Tuy nhiên, có ít kinh nghiệm hơn về việc sử dụng baclofen để rút GHB, và cần nghiên cứu thêm ở người. Baclofen lần đầu tiên được đề xuất như là một chất bổ sung vì các thuốc benzodiazepin không ảnh hưởng đến thụ thể GABAB và do đó không có khả năng dung nạp chéo với GHB trong khi baclofen, hoạt động thông qua thụ thể GABAB, có thể chống lại tác dụng của GHB và có thể hiệu quả hơn trong việc giảm tác dụng của GHB. GHB.
Việc rút GHB không được thảo luận rộng rãi trong sách giáo khoa và một số bác sĩ tâm thần, bác sĩ đa khoa và thậm chí các bác sĩ cấp cứu tại bệnh viện có thể không quen thuộc với hội chứng cai thuốc này.

## Quá liều
Quá liều GHB đôi khi có thể khó điều trị vì nhiều tác dụng của nó đối với cơ thể. GHB có xu hướng gây bất tỉnh nhanh chóng ở liều trên 3500   mg, với liều duy nhất trên 7000   mg thường gây ức chế hô hấp đe dọa tính mạng, và liều cao hơn vẫn gây ra nhịp tim chậm và ngừng tim. Các tác dụng phụ khác bao gồm co giật (đặc biệt là khi kết hợp với chất kích thích) và buồn nôn / nôn (đặc biệt là khi kết hợp với rượu).
Mối đe dọa lớn nhất đối với cuộc sống do quá liều GHB (có hoặc không có các chất khác) là ngừng hô hấp. Các nguyên nhân gây tử vong tương đối phổ biến khác do nuốt phải GHB bao gồm hít phải nôn mửa, ngạt do vị trí và chấn thương kéo dài trong khi say (ví dụ, tai nạn xe cơ giới khi lái xe dưới ảnh hưởng của GHB). Nguy cơ viêm phổi do hít phải và nguy cơ ngạt do vị trí có thể giảm bằng cách đặt bệnh nhân nằm ở vị trí hồi phục. Mọi người rất có thể nôn mửa khi họ bất tỉnh, và khi họ thức dậy. Điều quan trọng là giữ cho nạn nhân tỉnh táo và di chuyển; nạn nhân không được để yên một mình do nguy cơ tử vong do nôn mửa. Thường thì nạn nhân sẽ có tâm trạng tốt nhưng điều này không có nghĩa là nạn nhân không gặp nguy hiểm. Quá liều GHB là một cấp cứu y tế và đánh giá ngay lập tức trong một khoa cấp cứu là cần thiết.
Co giật từ GHB có thể được điều trị bằng các thuốc benzodiazepin diazepam hoặc lorazepam. Mặc dù các thuốc benzodiazepin này cũng là thuốc ức chế thần kinh trung ương, chúng chủ yếu điều chỉnh thụ thể GABAA trong khi GHB chủ yếu là chất chủ vận thụ thể GABAB, và do đó không làm trầm trọng thêm tình trạng trầm cảm CNS như mong đợi.  
Do sự hấp thu GBL nhanh hơn và đầy đủ hơn so với GHB, đường cong phản ứng với liều của nó dốc hơn và quá liều GBL có xu hướng nguy hiểm và có vấn đề hơn so với dùng quá liều chỉ có GHB hoặc 1,4-B. Bất kỳ quá liều GHB / GBL là một trường hợp khẩn cấp y tế và cần được chăm sóc bởi nhân viên được đào tạo phù hợp.
Một loại thuốc tổng hợp mới hơn SCH-50911, hoạt động như một chất đối kháng GABAB chọn lọc, nhanh chóng đảo ngược quá liều GHB ở chuột. Tuy nhiên, phương pháp điều trị này vẫn chưa được thử nghiệm ở người và không có khả năng nó sẽ được nghiên cứu cho mục đích này ở người do tính chất bất hợp pháp của các thử nghiệm lâm sàng của GHB và thiếu bảo hiểm bồi thường y tế vốn có trong việc sử dụng một phương pháp điều trị chưa được kiểm chứng quá liều đe dọa tính mạng.  

### Phát hiện sử dụng
GHB có thể được định lượng trong máu hoặc huyết tương để xác nhận chẩn đoán ngộ độc ở bệnh nhân nhập viện, để cung cấp bằng chứng trong việc lái xe bị khiếm khuyết, hoặc để hỗ trợ điều tra tử vong do thuốc. Nồng độ GHB trong máu hoặc huyết tương thường nằm trong khoảng 50 mg / L ở những người nhận thuốc điều trị (trong khi gây mê toàn thân), 30-100   mg / L ở những người bị bắt vì lái xe không tốt, 50   mg / L ở bệnh nhân say nặng và 100   mg / L ở nạn nhân quá liều gây tử vong. Nước tiểu thường là mẫu vật ưa thích cho mục đích theo dõi lạm dụng thuốc thường xuyên. Cả γ-butyrolacton (GBL) và 1,4-butandiol đều được chuyển đổi thành GHB trong cơ thể.
Vào tháng 1 năm 2016, các nhà khoa học đã công bố một cách để phát hiện GHB, trong số những thứ khác, trong nước bọt.

## Sản xuất nội sinh
Các tế bào sản xuất GHB bằng cách khử succinic semialdehyde thông qua succinic semialdehyductase (SSR). Enzim này dường như được gây ra bởi nồng độ cAMP, có nghĩa là các chất làm tăng cAMP, như forskolin và vinpocetin, có thể làm tăng tổng hợp và giải phóng GHB. Ngược lại, sản xuất GHB nội sinh ở những người dùng acid valproic sẽ bị ức chế thông qua sự ức chế chuyển đổi từ acid succinic semialdehyde thành GHB. Những người mắc chứng rối loạn được gọi là thiếu hụt succinic semialdehyde dehydrogenase, còn được gọi là uria-hydroxybutyric acid niệu, có nồng độ GHB trong nước tiểu, huyết tương và dịch não tủy.
Chức năng chính xác của GHB trong cơ thể là không rõ ràng. Tuy nhiên, người ta biết rằng bộ não thể hiện một số lượng lớn các thụ thể được kích hoạt bởi GHB. Những thụ thể này là kích thích, tuy nhiên, và do đó không chịu trách nhiệm về tác dụng an thần của GHB; chúng đã được chứng minh là làm tăng chất dẫn truyền thần kinh kích thích chính, glutamat. Các thuốc chống loạn thần benzamide, amisulpride, nemonapride, v.v... đã được chứng minh là liên kết với các thụ thể kích hoạt GHB in vivo. Các thuốc chống loạn thần khác đã được thử nghiệm và không được tìm thấy có ái lực với thụ thể này.
GHB là tiền chất của GABA, glutamat và glycin ở một số vùng não nhất định.
Mặc dù đã được chứng minh độc tính thần kinh, (xem phần có liên quan ở trên), GHB có đặc tính bảo vệ thần kinh và đã được tìm thấy để bảo vệ các tế bào khỏi tình trạng thiếu oxy.

## Sản phẩm phụ lên men tự nhiên
GHB cũng được sản xuất như là kết quả của quá trình lên men và do đó được tìm thấy với số lượng nhỏ trong một số loại bia và rượu vang, đặc biệt là rượu vang trái cây. Lượng được tìm thấy trong rượu là không đáng kể về mặt dược lý và không đủ để tạo ra các hiệu ứng tâm sinh lý.

## Dược lý
GHB có ít nhất hai vị trí gắn kết riêng biệt  trong hệ thống thần kinh trung ương. GHB là một chất chủ vận ở đặc điểm mới được đặc trưng     Thụ thể GHB, là chất kích thích, và nó là chất chủ vận yếu ở thụ thể GABA<sub id="mwAaE">B</sub>, là chất ức chế. GHB là một chất xuất hiện tự nhiên, hoạt động theo kiểu tương tự như một số chất dẫn truyền thần kinh trong não động vật có vú. GHB có lẽ được tổng hợp từ GABAtrong tế bào thần kinh GABAergic và được giải phóng khi tế bào thần kinh bắn ra.
GHB đã được tìm thấy để kích hoạt các tế bào thần kinh oxytocinergic trong nhân siêu âm.
Nếu dùng đường uống, bản thân GABA không thực sự vượt qua hàng rào máu não.
GHB gây ra sự tích tụ của một dẫn xuất của tryptophan hoặc tryptophan trong không gian ngoại bào, có thể bằng cách tăng vận chuyển tryptophan qua hàng rào máu não. Hàm lượng máu của một số amino acid trung tính nhất định, bao gồm cả tryptophan, cũng được tăng lên bằng cách sử dụng GHB ngoại biên. Sự kích thích GHB của sự thay đổi serotonin mô có thể là do sự gia tăng vận chuyển tryptophan đến não và trong sự hấp thu của nó bởi các tế bào serotonergic. Vì hệ thống serotonergic có thể liên quan đến sự điều hòa giấc ngủ, tâm trạng và lo lắng, sự kích thích của hệ thống này bằng GHB liều cao có thể liên quan đến một số sự kiện sinh lý thần kinh do chính quyền GHB gây ra.
Tuy nhiên, ở liều điều trị, GHB đạt nồng độ cao hơn nhiều trong não và kích hoạt thụ thể GABAB, chủ yếu chịu trách nhiệm về tác dụng an thần của nó. Tác dụng an thần của GHB bị chặn bởi chất đối kháng GABAB.
Vai trò của thụ thể GHB trong các tác động hành vi do GHB gây ra phức tạp hơn. Các thụ thể GHB được thể hiện dày đặc ở nhiều khu vực của não, bao gồm cả vỏ não và đồi hải mã, và đây là những thụ thể mà GHB hiển thị có ái lực cao nhất. Đã có một số nghiên cứu hạn chế về thụ thể GHB; tuy nhiên, có bằng chứng cho thấy việc kích hoạt thụ thể GHB ở một số vùng não dẫn đến việc giải phóng glutamat, chất dẫn truyền thần kinh kích thích chính. Thuốc kích hoạt chọn lọc thụ thể GHB gây co giật vắng ý thức ở liều cao, cũng như thuốc chủ vận GHB và GABA(B).
Kích hoạt cả thụ thể GHB và GABA(B) chịu trách nhiệm cho hồ sơ gây nghiện của GHB. Tác dụng của GHB đối với việc giải phóng dopamine là hai pha. Nồng độ thấp kích thích giải phóng dopamine thông qua thụ thể GHB. Nồng độ cao hơn ức chế giải phóng dopamine thông qua các thụ thể GABA(B) cũng như các chất chủ vận GABA(B) khác như baclofen và phenibut. Sau giai đoạn ức chế ban đầu, sự giải phóng dopamine sau đó được tăng lên thông qua thụ thể GHB. Cả sự ức chế và tăng giải phóng dopamine của GHB đều bị ức chế bởi các chất đối kháng opioid như naloxone và naltrexone. Dynorphin có thể đóng một vai trò trong việc ức chế giải phóng dopamine thông qua các thụ thể opioid kappa.
Điều này giải thích sự pha trộn nghịch lý của các đặc tính an thần và kích thích của GHB, cũng như hiệu ứng "hồi phục", được trải nghiệm bởi các cá nhân sử dụng GHB như một chất ngủ, trong đó họ thức dậy đột ngột sau vài giờ ngủ sâu do GHB gây ra. Điều đó có nghĩa là, theo thời gian, nồng độ GHB trong hệ thống giảm xuống dưới ngưỡng kích hoạt thụ thể GABAB đáng kể và kích hoạt chủ yếu thụ thể GHB, dẫn đến tỉnh táo.
Gần đây, các chất tương tự của GHB, như acid 4-hydroxy-4-methylpentanoic (UMB68) đã được tổng hợp và thử nghiệm trên động vật, để hiểu rõ hơn về phương thức hoạt động của GHB. Các chất tương tự GHB như 3-methyl-GHB, 4-methyl-GHB và 4-phenyl-GHB đã được chứng minh là có tác dụng tương tự GHB trong một số nghiên cứu trên động vật, nhưng các hợp chất này thậm chí còn được nghiên cứu ít hơn so với GHB. Trong số các chất tương tự này, chỉ có 4-methyl-GHB (gamma-hydroxyvaleric acid, GHV) và một dạng prodrug gamma-valerolacton (GVL) đã được báo cáo là thuốc lạm dụng ở người, và trên các bằng chứng có sẵn dường như ít mạnh hơn nhưng nhiều bằng chứng có sẵn độc hơn GHB, với xu hướng đặc biệt gây buồn nôn và nôn.
Các dạng prodrug ester khác của GHB cũng hiếm khi gặp phải bởi cơ quan thực thi pháp luật, bao gồm 1,4-butanediol diacetat  (BDDA / DABD), methyl-4-acetoxybutanoat (MAB) và ethyl-4-acetoxybutanoat (EAB), nói chung, những điều này, nói chung, được bao phủ bởi các luật tương tự tại các khu vực tài phán nơi GHB là bất hợp pháp, và người ta biết rất ít về chúng ngoài việc khởi phát chậm và thời gian hành động dài hơn. Hợp chất trung gian γ-hydroxybutyraldehyde (GHBAL) cũng là một tiền chất của GHB; tuy nhiên, như với tất cả các aldehyde mạch hở, hợp chất này là chất ăn da và có mùi mạnh và có mùi vị khó chịu; Việc sử dụng thực tế hợp chất này như một chất gây say có thể gây khó chịu và dẫn đến buồn nôn và ói mửa nghiêm trọng. 

Con đường chuyển hóa của GHB.

Cả hai con đường phân hủy trao đổi chất được hiển thị cho GHB đều có thể chạy theo một trong hai hướng, tùy thuộc vào nồng độ của các chất có liên quan, do đó cơ thể có thể tự tạo GHB từ GABA hoặc từ semialdehyde succinic. Trong điều kiện sinh lý bình thường, nồng độ GHB trong cơ thể khá thấp và các con đường sẽ chạy theo hướng ngược lại với những gì được chỉ ra ở đây để tạo ra GHB nội sinh. Tuy nhiên, khi GHB được tiêu thụ cho mục đích giải trí hoặc tăng cường sức khỏe, nồng độ của nó trong cơ thể cao hơn nhiều so với bình thường, điều này làm thay đổi động lực học của enzyme để các con đường này hoạt động để chuyển hóa GHB thay vì sản xuất nó.

## Lịch sử
Alexander Zaytsev làm việc về gia đình hóa học này và công bố công trình về nó vào năm 1874.  Nghiên cứu mở rộng đầu tiên về GHB và việc sử dụng nó ở người được tiến hành vào đầu những năm 1960 bởi Tiến sĩ Henri Labit để sử dụng trong nghiên cứu chất dẫn truyền thần kinh GABA.  Nó được nghiên cứu trong một loạt các ứng dụng bao gồm phẫu thuật sản khoa và trong khi sinh con và như là một giải lo âu; đã có những báo cáo giai thoại về việc nó có tác dụng chống trầm cảm và kích thích tình dục. Nó cũng được nghiên cứu như một chất gây mê tĩnh mạch và được bán trên thị trường cho mục đích đó bắt đầu từ năm 1964 ở châu Âu nhưng nó không được sử dụng rộng rãi vì nó gây ra động kinh; kể từ năm 2006, việc sử dụng đó vẫn được cho phép ở Pháp và Ý nhưng không được sử dụng rộng rãi. Nó cũng được nghiên cứu để điều trị nghiện rượu; trong khi bằng chứng cho việc sử dụng chất này còn yếu.  Tuy nhiên natri oxybate được bán trên thị trường cho mục đích sử dụng này ở Ý.
GHB và natri oxybate cũng được nghiên cứu để sử dụng trong chứng ngủ rũ từ những năm 1960 trở đi.
Vào tháng 5 năm 1990 GHB đã được giới thiệu như một chất bổ sung chế độ ăn uống và được bán cho các nhà xây dựng cơ thể, để giúp kiểm soát cân nặng và hỗ trợ giấc ngủ, và như một "thay thế" cho l-tryptophan, đã bị loại khỏi thị trường vào tháng 11 năm 1989 khi các đợt bị nhiễm tạp chất dấu vết  đã được tìm thấy gây ra hội chứng tăng bạch cầu ái toan, mặc dù hội chứng tăng bạch cầu ái toan cũng liên quan đến quá tải tryptophan. Năm 2001, doanh số bán bổ sung tryptophan được phép tiếp tục và năm 2005 lệnh cấm nhập khẩu bổ sung tryptophan của FDA đã được dỡ bỏ. Đến tháng 11 năm 1989, 57 trường hợp mắc bệnh do bổ sung GHB đã được báo cáo cho Trung tâm kiểm soát và phòng ngừa dịch bệnh, với những người đã uống tới ba muỗng cà phê GHB; không có trường hợp tử vong nhưng chín người cần được chăm sóc trong phòng chăm sóc đặc biệt. FDA đã đưa ra cảnh báo vào tháng 11 năm 1990 rằng việc bán GHB là bất hợp pháp. GHB tiếp tục được sản xuất và bán bất hợp pháp và nó cũng được sử dụng làm thuốc câu lạc bộ và được sử dụng làm thuốc hiếp dâm, và DEA đã bắt giữ và cảnh báo lại của FDA nhiều lần trong suốt những năm 1990.
Đồng thời, nghiên cứu về việc sử dụng GHB dưới dạng natri oxybate đã được chính thức hóa, vì một công ty tên là Orphan Medical đã nộp đơn đăng ký nghiên cứu thuốc mới và đang tiến hành thử nghiệm lâm sàng với ý định đạt được sự chấp thuận của cơ quan quản lý để điều trị chứng ngủ rũ. 
Một đồ chơi trẻ em phổ biến, Bindeez (còn được gọi là Aqua Dots, ở Hoa Kỳ), được sản xuất bởi công ty Moose ở Melbourne, đã bị cấm ở Úc vào đầu tháng 11 năm 2007 khi phát hiện ra rằng 1,4-butandiol (1,4-B), được chuyển hóa thành GHB, đã được thay thế cho chất làm dẻo 1,5-pentandiol không độc hại trong quy trình sản xuất hạt. Ba trẻ nhỏ phải nhập viện do ăn phải một số lượng lớn các hạt và đồ chơi đã bị thu hồi.

## Tình trạng pháp lý

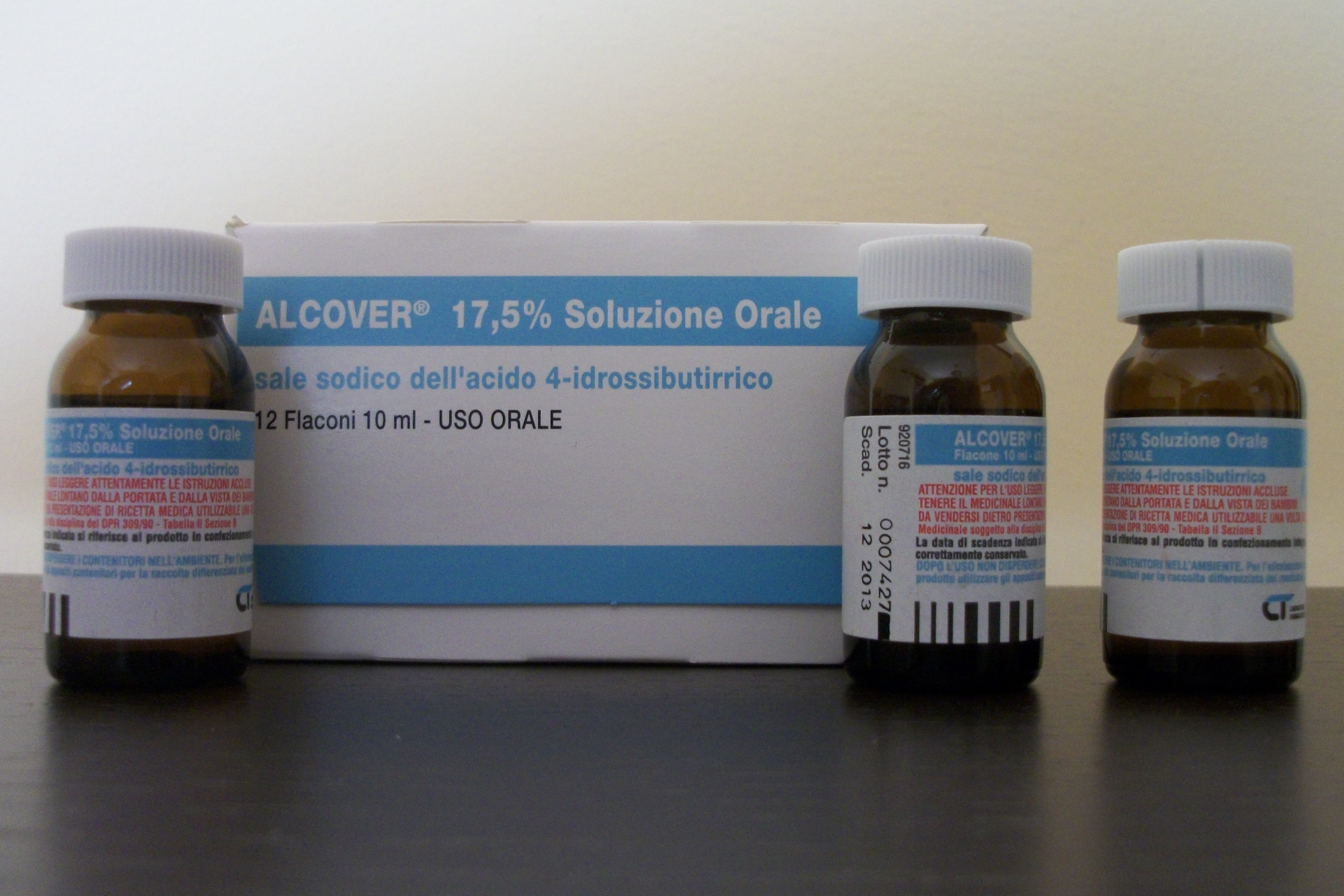
GHB được bán ở Ý để sử dụng trong điều trị.

Tại Hoa Kỳ, GHB đã được đưa vào Biểu I của Đạo luật về các chất bị kiểm soát vào tháng 3 năm 2000. Tuy nhiên, được sử dụng trong natri oxybat theo IND hoặc NDA từ FDA Hoa Kỳ, nó được coi là chất Lịch III nhưng với hình phạt buôn bán theo Lịch I, một trong một số loại thuốc được liệt kê trong nhiều lịch trình.
Vào ngày 20 tháng 3 năm 2001, Ủy ban về Ma túy của Liên hợp quốc đã đặt GHB trong Biểu IV của Công ước 1971 về các chất hướng thần.
Ở Anh, GHB đã được sản xuất một loại thuốc C vào tháng 6 năm 2003. Vào tháng 10 năm 2013, ACMD đã khuyến nghị nâng cấp nó từ lịch IV lên lịch II theo các khuyến nghị của Liên Hợp Quốc. Báo cáo của họ kết luận rằng việc sử dụng Xyrem tối thiểu ở Anh có nghĩa là người kê đơn sẽ bị bất tiện tối thiểu bởi việc sắp xếp lại. Lời khuyên này đã được thực hiện và GHB đã được chuyển sang lịch trình 2 vào ngày 7 tháng 1 năm 2015.
Tại Hồng Kông, GHB được quy định theo Phụ lục 1 của Pháp lệnh về Thuốc nguy hiểm Chương 134 của Hồng Kông. Nó chỉ có thể được sử dụng hợp pháp bởi các chuyên gia y tế và cho các mục đích nghiên cứu đại học. Các chất có thể được đưa ra bởi các dược sĩ theo toa. Bất cứ ai cung cấp chất này mà không cần kê đơn đều có thể bị phạt 10.000 đô la Hồng Kông. Hình phạt cho tội buôn bán hoặc sản xuất chất này là phạt tiền 150.000 đô la Hồng Kông và tù chung thân. Sở hữu chất này để tiêu thụ mà không có giấy phép từ Bộ Y tế là bất hợp pháp với mức phạt 100.000 đô la Hồng Kông hoặc năm năm tù.
Tại Canada, GHB là chất được kiểm soát Scheudule I kể từ ngày 6 tháng 11 năm 2012 (cùng lịch trình có chứa heroin và cocain). Trước ngày đó, nó là một chất được kiểm soát theo Lịch III (cùng loại có chứa chất kích thích và LSD).
Ở New Zealand và Úc, GHB, 1,4-B và GBL đều là các loại thuốc bất hợp pháp loại B, cùng với bất kỳ ester, ether và aldehyde nào có thể. Bản thân GABA cũng được liệt kê là một loại thuốc bất hợp pháp trong các khu vực pháp lý này, điều này có vẻ bất thường khi không vượt qua hàng rào máu não, nhưng có một nhận thức giữa các nhà lập pháp rằng tất cả các chất tương tự đã biết nên được bảo vệ càng xa càng tốt. Nỗ lực phá vỡ tình trạng bất hợp pháp của GHB đã dẫn đến việc bán các dẫn xuất như 4-methyl-GHB (acid gamma-hydroxyvaleric, GHV) và dạng prodrug của nó: gamma-valerolactone (GVL), nhưng chúng cũng được bảo vệ theo luật đức tính của chúng là "tương đối giống nhau" với GHB hoặc GBL và; vì vậy nhập khẩu, bán, sở hữu và sử dụng các hợp chất này cũng được coi là bất hợp pháp.
Ở Chile, GHB là một loại thuốc được kiểm soát theo luật pháp của Ley de substancias psicotrópicas y estupefacientes (chất hướng thần và ma túy).
Ở Na Uy  và ở Thụy Sĩ, GHB được coi là chất gây nghiện và chỉ có sẵn theo toa dưới tên thương mại Xyrem (Union Chimique Belge S.A.).
Natri oxybat cũng được sử dụng trong điều trị tại Ý dưới tên thương hiệu Alcover để điều trị cai rượu và lệ thuộc rượu.